# Hugo Fasold
Hugo Fasold (* 2. März 1933 in Göttingen; † 15. November 2017) war ein deutscher Biochemiker.

## Leben
Hugo Fasold, Sohn des gleichnamigen Mediziners Hugo Fasold (1896–1975), studierte an der Universität Erlangen, der Universität Basel und an der Universität München die Fächer Chemie und Medizin. Nach dem medizinischen Staatsexamen im Jahr 1957 wurde er 1958 in Erlangen zum Doktor-Grad im Fach Medizin promoviert, zudem 1962 in Würzburg zum Doktor der Naturwissenschaften (Dr. rer. nat.). Zu diesem Zeitpunkt war er bereits seit 1960 als wissenschaftlicher Assistent am Institut für Physiologische Chemie der Universität Würzburg tätig. 1965 habilitierte er sich in Würzburg.
1969 wurde er an das Institut für Biochemie der Frankfurter Goethe-Universität berufen, wo er bis zu seiner Pensionierung forschte und lehrte. Er war unter anderem Vizepräsident und Senatspräsident der Johann Wolfgang Goethe-Universität Frankfurt am Main sowie mehrfach Dekan seines Fachbereichs.

## Wirken
Fasolds Forschungsgebiete waren insbesondere der Intrazellulärer Transport und die Biogenese der Ribosomen. Er war u. a. Autor und Co-Autor mehrerer Lehrbücher für Studierende des Fachs Biochemie und jahrelang Sprecher des Sonderforschungsbereichs 169 „Struktur und Funktion membranständiger Proteine“.
In einer Würdigung seines Frankfurter Instituts hieß es ergänzend zu seiner naturwissenschaftlichen Arbeit: „Er brachte den Ausbau des Campus Riedberg entscheidend voran und konnte als Baubeauftragter an der Realisierung des Biozentrums am Campus Riedberg mitwirken.“
Zu seinen Schülern gehört unter anderem Claudia Koch-Brandt.

## Schriften
- Als Übersetzer: Methoden der Biochemie. Deutsche Ausgabe von A biologist's guide to principles and techniques of practical biochemistry. 3. Auflage. Thieme, Stuttgart und New York 1991, ISBN 978-3-13-549303-9.
- Bioregulation: Regulations- und Kontrollmechanismen in der Zelle. Quelle und Meyer, Heidelberg 1976, ISBN 978-3-494-02060-0.
- Die Struktur der Proteine. Verlag Chemie, Weinheim 1972, ISBN 978-3-527-25335-7.
- Die Erkundung der Raumstruktur von Proteinen mit chemischen Methoden. Medizinische Fakultät, Würzburg 1965 (Habilitationsschrift vom 19. Juli 1965).
- Über die Ausnutzung der Nahrung bei Gesunden und Kranken: Der Brennwert des Stuhles nach Magenresektion und Gastrektomie. Medizinische Fakultät, Erlangen 1958 (Dissertation vom 19. Mai 1958; zugleich erschienen in: Gastroenterologia. Band 91, Nr. 2, 1959.)

## Belege
1. ↑   Traueranzeige in: Frankfurter Rundschau. Nr. 280 vom 2. Dezember 2017, S. 44; Online auf faz.net vom 15. Dezember 2017.
2. ↑  Eintrag über Hugo Fasold auf fuerthwiki.de, abgerufen am 14. Februar 2022.
3. ↑  Kurzbiografie: Prof. Dr. Dr. Hugo Fasold. Auf: biochem.uni-frankfurt.de, abgerufen am 14. Februar 2022.

| Personendaten    | Personendaten         |
| ---------------- | --------------------- |
| NAME             | Fasold, Hugo          |
| KURZBESCHREIBUNG | deutscher Biochemiker |
| GEBURTSDATUM     | 2. März 1933          |
| GEBURTSORT       | Göttingen             |
| STERBEDATUM      | 15. November 2017     |